# Honda SLR 650
Die SLR 650 ist ein annähernd geländegängiges Motorrad des japanischen Fahrzeugherstellers Honda. Die optisch an eine Enduro angelehnte Maschine wurde von 1996 bis 2000 im spanischen Montesa-Werk bei Barcelona gebaut und sollte als preisgünstiges Citybike die Produktpalette ergänzen. Das Typkürzel SLR weist auf die optische Nähe zu früheren Motorrädern im sogenannten Scrambler-Stil, den Vorläufern der Enduros, hin.
Trotz gemäßigter Offroad-Optik ist die SLR 650 ein reines Straßenmotorrad, dessen Geländeeinsätze die Nutzung von Schotter- und Feldwegen nicht übersteigen sollten. Groberem Terrain stellen sich die straffe Federung (vorne serienmäßig progressiv gewickelte Gabelfedern) sowie das überdämpfte und zudem nur umständlich in der Federvorspannung einstellbare hintere Zentralfederbein des Motorrades entgegen. Im Gegenzug sorgt das so konfigurierte Fahrwerk im Stadtverkehr und auf kurvigen Landstraßen für gute Fahreigenschaften.

## Ausstattung
Die SLR 650 ist mit demselben 650 cm³ Radial-Vierventil-Einzylinder-Viertaktmotor mit elektrischem Anlasser ausgestattet wie das „große“ Schwestermodell, die Honda NX 650 Dominator. Aufgrund einer geänderten Nockenwelle weist die SLR650 zu Gunsten eines erhöhten Drehmoments nur eine Leistung von 39 PS auf. Bei dem von der Honda XBR 500 abstammenden Antrieb wurde auf einen Kickstarter verzichtet. Der Motor hängt in einem sogenannten „Monoback“-Rahmen, bei dem ein zentrales Rahmenrohr mit Rechteckprofil das Rückgrat bildet.
Die SLR 650 wurde neben der Standardausführung mit 39 PS (29 kW) auch in einer serienmäßigen 34 PS-Variante (25 kW) für Führerscheinneuerwerber verkauft. Für eine nachträgliche Drosselung der 39 PS-Version auf 34 PS gibt es Lösungen anderer Anbieter mit veränderten Ansaugstutzen inkl. entsprechendem Gutachten. Durch die Entdrosselung von 34 auf 39 PS verbessert sich das Fahrverhalten unter anderem besserer Durchzug in höheren Geschwindigkeitsbereichen sowie ein ruhigerer Motorlauf.

## Modellpflege
Ende 1998 wurde das Aussehen der SLR 650 überarbeitet. Das Motorrad erhielt ein neues Cockpit (nun mit Drehzahlmesser, der der 1. Version noch fehlte) samt kleiner Cockpitverkleidung. An den wie bereits zuvor von Hondas Hard-Enduros der XR-Reihe übernommenen Tank schließt sich nun eine neue Sitzbank inkl. Seiten- sowie Heckverkleidungen an. Das überarbeitete Modell wird fortan unter dem Namen Honda Vigor verkauft, wobei sich die Honda-interne Modellbezeichnung RD 09 nicht änderte. Honda stellte die Produktion des Stadtflitzers im Jahr 2000 nach nur knapp fünf Jahren ein.
Der jüngste Nachfolger der SLR 650 ist das Funbike FMX 650 in Supermoto-Optik, das im Jahr 2005 auf den Markt kam und den gleichen Motor sowie einen weitgehend unveränderten Rahmen aufweist.
Für alle Modelle dieser Baureihe (SLR, Vigor und FMX) sei für den Betrieb bei höheren Temperaturen der Anbau eines Ölkühlers empfohlen.